# Saint-Michel, Charente

Saint-Michel este o comună în departamentul Charente, Franța. În 1 ianuarie 2022 avea o populație de 3.220 de locuitori.